# Estonia en los Juegos Paralímpicos de Albertville 1992
Estonia estuvo representada en los Juegos Paralímpicos de Albertville 1992 por una deportista femenina. El equipo paralímpico estonio no obtuvo ninguna medalla en estos Juegos.